# Хетштедт
Хетштедт (нем. Hettstedt) — город в Германии, в земле Саксония-Анхальт.
Входит в состав района Мансфельд. Подчиняется управлению Хеттштедт. Население составляет 15 343 человека (на 31 декабря 2010 года). Занимает площадь 20,18 км². Официальный код — 15 2 60 033.
В городе находится обелиск «Пламя дружбы», посвящённый подключению прокатного стана и металлургического завода в Хетштедте к советскому газопроводу.